# Molothrus rufoaxillaris
Molothrus rufoaxillaris е вид птица от семейство Трупиалови.

## Разпространение
Видът е разпространен в Аржентина, Боливия, Бразилия, Парагвай и Уругвай.